# Campionati mondiali di slittino 1963
I Campionati mondiali di slittino 1963, nona edizione della manifestazione organizzata dalla Federazione Internazionale Slittino, si tennero il 26 e 27 gennaio 1963 ad Imst, in Austria, sulla pista omonima e furono disputate gare in tre differenti specialità: nel singolo uomini ed in quello donne e nel doppio.
Il medagliere fu vinto dalla squadra polacca, che conquistò tre medaglie, compresa quella d'oro nel doppio per merito di Ryszard Pędrak e Lucjan Kudzia; nella gara del singolo femminile si impose la rappresentante della nazionale della Germania Est Ilse Geisler, al suo secondo trionfo iridato dopo quello ottenuto l'anno precedente, mentre la prova dell'individuale maschile vide la vittoria di Fritz Nachmann, che difendeva i colori della squadra tedesca occidentale. Grazie a questo trionfo lo stesso Nachmann divenne il primo slittinista a vincere l'oro iridato sia nel singolo sia nel doppio, quest'ultimo ottenuto in due occasioni: nelle rassegne del 1957 e del 1958; 

## Risultati

### Singolo uomini
La gara era prevista su quattro manches nell'arco di due giorni, ma ne furono disputate solamente tre, e presero parte alla competizione 75 atleti in rappresentanza di 15 differenti nazioni; campione uscente era il tedesco orientale Thomas Köhler, non presente a questa edizione dei mondiali, ed il titolo fu conquistato dal tedesco occidentale Fritz Nachmann, alla sua terza medaglia d'oro mondiale dopo le due ottenute nella prova biposto nel 1957 e nel 1958, divenendo quindi il primo atleta capace di laurearsi campione mondiale in entrambe le specialità, davanti al connazionale Hans Plenk ed al tedesco dell'Est Klaus-Michael Bonsack.
| Pos. | Atleti                | Nazione        | Tempo   | Distacco |
| ---- | --------------------- | -------------- | ------- | -------- |
|      | Fritz Nachmann        | Germania Ovest | 2'18"61 |          |
|      | Hans Plenk            | Germania Ovest | 2'19"03 | +0"42    |
|      | Klaus-Michael Bonsack | Germania Est   | 2'19"05 | +0"44    |
| 4    | Reinhold Senn         | Austria        | 2'19"65 | +1"04    |
| 5    | Lucjan Kudzia         | Polonia        | 2'19"71 | +1"10    |
| 6    | Ryszard Pędrak        | Polonia        | 2'19"79 | +1"18    |
| 7    | Helmut Thaler         | Austria        | 2'19"85 | +1"24    |
| 8    | Max Leo               | Germania Ovest | 2'19"87 | +1"26    |
| 9    | Walter Eggert         | Germania Est   | 2'19"98 | +1"37    |
| 10   | Josef Fleischmann     | Germania Ovest | 2'20"35 | +1"74    |

### Singolo donne
La gara fu disputata su quattro manches nell'arco di due giorni e presero parte alla competizione 27 atlete in rappresentanza di 7 differenti nazioni; campionessa uscente era la tedesca orientale Ilse Geisler, che riuscì a bissare il titolo ottenuto l'anno precedente davanti all'austriaca Helene Thurner ed alla polacca Janina Susczewska, che divenne la seconda donna, dopo Maria Isser, a riuscire nell'impresa di vincere una medaglia iridata sia nel singolo sia nel doppio, avendo raggiunto la seconda piazza nella specialità biposto nel 1958.
| Pos. | Atleti              | Nazione        | Tempo   | Distacco |
| ---- | ------------------- | -------------- | ------- | -------- |
|      | Ilse Geisler        | Germania Est   | 3'02"87 |          |
|      | Helene Thurner      | Austria        | 3'06"75 | +3"88    |
|      | Janina Susczewska   | Polonia        | 3'06"75 | +3"88    |
| 4    | Ute Gähler          | Germania Ovest | 3'06"93 | +4"06    |
| 5    | Anna Zrobikowa      | Polonia        | N.D.    | N.D.     |
| 6    | Erika Außerdorfer   | Italia         | N.D.    | N.D.     |
| 7    | Oldříška Tylová     | Cecoslovacchia | N.D.    | N.D.     |
| 8    | Christa Matthias    | Germania Ovest | N.D.    | N.D.     |
| 9    | Lucia Hackelsberger | Germania Ovest | N.D.    | N.D.     |
| 10   | Helena Macher       | Polonia        | N.D.    | N.D.     |

### Doppio
La gara fu disputata su due manches nell'arco di un solo giorno e presero parte alla competizione 54 atleti in rappresentanza di 11 differenti nazioni; campioni uscenti erano gli italiani Giovanni Graber e Giampaolo Ambrosi, che conclusero la prova al diciannovesimo posto, ed il titolo fu conquistato dai polacchi Lucjan Kudzia e Ryszard Pędrak, quest'ultimo già sul podio mondiale in entrambe le specialità nel 1958, e davanti ai connazionali Edward Fender e Mieczysław Pawełkiewicz ed al duo austriaco formato da Anton Venier ed Ewald Walch, quest'ultimo già vincitore della medaglia d'oro nella prova biposto nella rassegna iridata del 1960.
| Pos. | Atleti                                | Nazione        | Tempo   | Distacco |
| ---- | ------------------------------------- | -------------- | ------- | -------- |
|      | Ryszard Pędrak Lucjan Kudzia          | Polonia        | 1'22"76 |          |
|      | Edward Fender Mieczysław Pawełkiewicz | Polonia        | 1'23"62 | +0"86    |
|      | Anton Venier Ewald Walch              | Austria        | 1'23"74 | +0"98    |
| 4    | Klaus-Michael Bonsack Jochen Asche    | Germania Est   | 1'23"86 | +1"10    |
| 5    | Reinhold Frosch Ludwig Gassner        | Austria        | 1'24"28 | +1"52    |
| 6    | Wolfgang Scheidel Michael Köhler      | Germania Est   | 1'24"46 | +1"70    |
| 7    | Zdzysław Siuda Ryszard Siuda          | Polonia        | N.D.    | N.D.     |
| 8    | Josef Lenz Josef Fleischmann          | Germania Ovest | N.D.    | N.D.     |
| 9    | Helmut Thaler Willi Schöpf            | Austria        | N.D.    | N.D.     |
| 10   | Hans Plenk Ertelt                     | Germania Ovest | N.D.    | N.D.     |

## Medagliere
| Posizione | Nazione        | Oro | Argento | Bronzo | Totale |
| --------- | -------------- | --- | ------- | ------ | ------ |
| 1         | Polonia        | 1   | 1       | 1      | 3      |
| 2         | Germania Ovest | 1   | 1       | 0      | 2      |
| 3         | Germania Est   | 1   | 0       | 1      | 2      |
| 4         | Austria        | 0   | 1       | 1      | 2      |
| Totale    | Totale         | 3   | 3       | 3      | 9      |